# Горн (музичний інструмент)

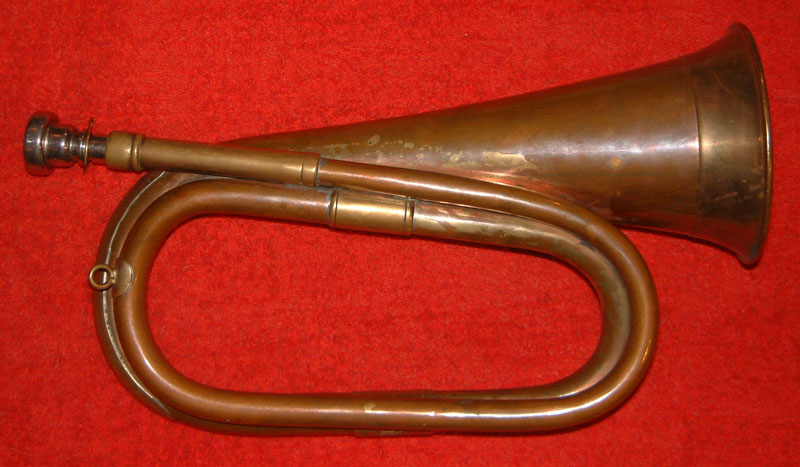
Горн

Горн (від нім. Horn — «ріг») — музичний інструмент, всіх мідних духових інструментів.
Горн нагадує трубу, але в ньому відсутній вентильний механізм, від чого його виконавчі можливості різко обмежені: горн може відтворювати ноти тільки в межах натурального звукоряду. Висоту звуку при грі на горні можна регулювати тільки за допомогою амбушюра. Саме з цієї причини в оркестрах горн не вживається, але успішно застосовується в армії як сигнальний інструмент. У радянські часи горн, як і малий барабан, були незамінними атрибутами піонерських загонів і дружин (з впровадженням в піонертаборах радіовузлів сигнали горна стали передаватися по радіо в аудіозапису, також отримали широке розповсюдження і практикуються в дитячих таборах дотепер (пісенні сигнали).

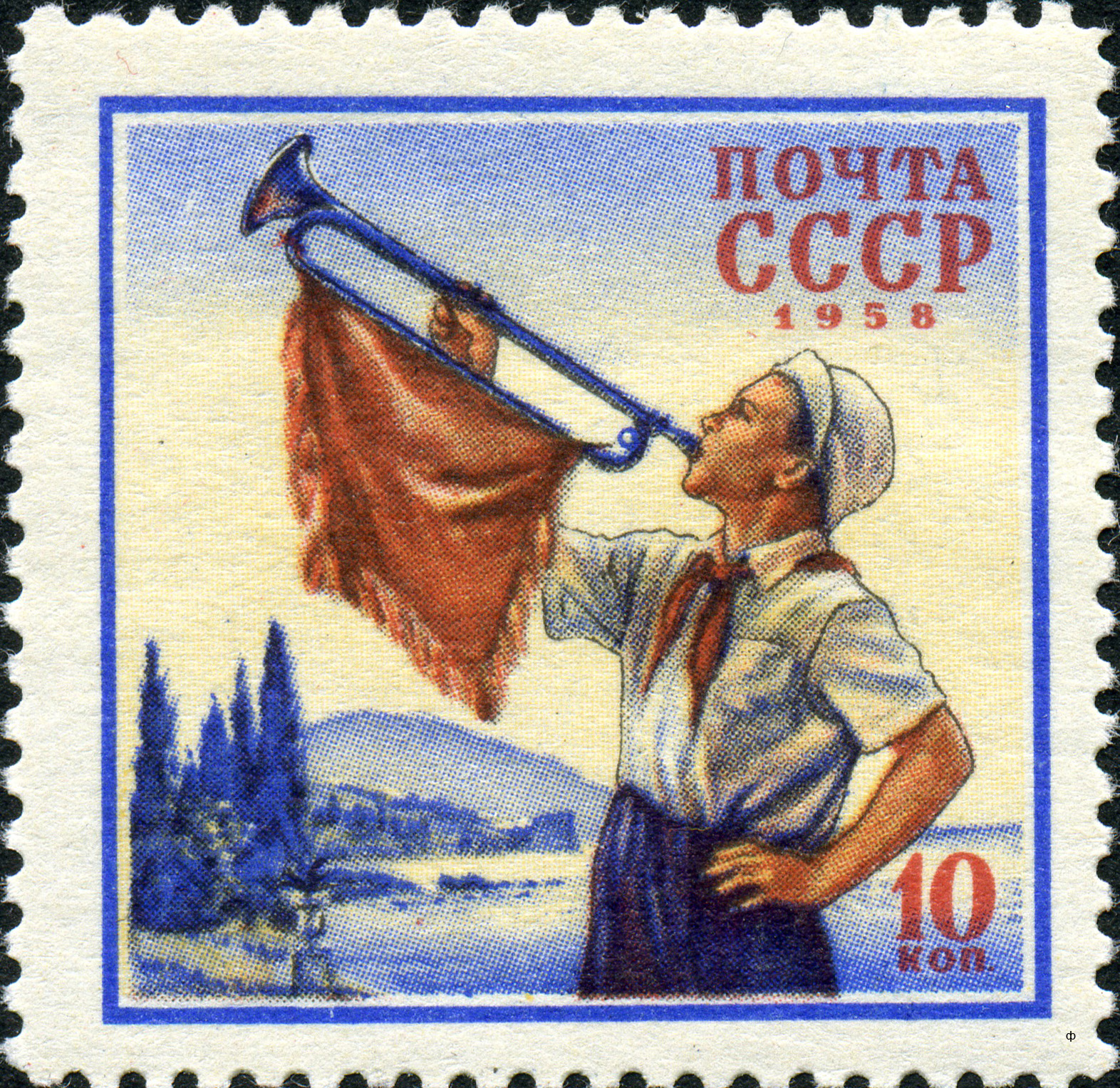
Горнист в піонертаборі «Артек». Марка СРСР.

## Історія
Горн походить від стародавніх музичних і сигнальних інструментів, зроблених з рогів тварин (звідси назва). Перші сурми використовували як мисливські роги. Вони були зігнуті кільцем (зазвичай таких кілець було два, але бували й горна з одним або трьома кільцями), що робило їх схожими на валторну, і які використовували для зв'язку між мисливцями, а також в каретах (тут сурми служили прообразом автомобільних гудків).
Перший горн, використаний в армії (це було в 1758 у в Ганновері), став «Halbmondblaser» («трубач півмісяця»). Свою назву цей горн отримав завдяки U-подібній формі. «Halbmondblaser» мав спеціальний ремінь, який кріпився до мундштука і перекидався через плече трубача. В 1764 у горн був завезений в Англію, де отримав поширення серед піхоти. Кавалерійські полки горн ніколи не використовували — його заміняла труба.

## Різновиди
У XIX столітті було створено безліч різних варіацій, таких як горн з клапанами або горн з клавішами. Клавішний горн був винайдений в Англії на початку XIX століття. Такий вид горна був дуже популярний аж до п'ятдесятих років XIX століття і вийшов з широкого вжитку після винаходу корнета. Корнет також іноді помилково приймають за різновид горна з клапанами, але це не так.
Горнами називали паровозні, а згодом і корабельні сигнали.